# Andrea Contarini
Andrea Contarini (Venecia 1300/1302 - 1382) fue dux de Venecia de 1368 a 1382, año de su muerte. Eficaz administrador de las posesiones coloniales venecianas que ya existían en el Mar Mediterráneo, dirigió expediciones mercantes hacia el decadente Imperio Bizantino, apoyando la posición hegemónica de la República de Venecia sobre el comercio con bizantinos y turcos. Elegido dux en 1368, Contarini debió enfrtentar la rivalidad de la República de Génova, competidora de Venecia en el comercio mediterráneo. 
A Contarini le correspondió finalizar en 1381 la Guerra de Chioggia contra Génova, venciendo a los genoveses y afianzando el dominio absoluto de Venecia sobre el comercio en el Mar Adriático y su preponderancia en el Mediterráneo. Si bien la República de Génova continuó con sus exitosas operaciones comerciales, los venecianos se aseguraron pocos años después el predominio sobre los mercados más rentables (Bizancio, Egipto), dejando a los genoveses las zonas menos explotadas a la fecha (Mar Negro), aunque al final de la guerra no hubo cambios territoriales entre los dos contendores.  
Pese al triunfo, el tesoro público de Venecia estaba muy mermado tras la guerra contra los genoveses, y las familias aristocráticas que más habían contribuido al financiamiento de la lucha habían entrado al Maggior Consiglio en 1381, reclamando a Contarini un poder político acorde con su sacrificio en la lucha. Envejecido y enfermo, el dux no pudo contrarrestar estas nuevas presiones y murió en 1382.
- Datos: Q493681
- Multimedia: Andrea Contarini / Q493681